# Donji ravni mišić
Donji ravni mišić (lat. musculus rectus inferior) je mišić oka.
Donji ravni mišić pripada skupini mišića oka, točnije mišića pokretača očne jabnučice.
Donji ravni mišić inervira živac pokretač oka (lat. oculomotorius).

## Polazište i hvatište
Mišić polazi sa Zinnovog prstena i hvata se za donji dio bjeloočnice oka, 6,5 mm od limbusa (granica na prednjoj strani oka, gdje rožnica oka prelazi u bjeloočnicu).